# Tervajärvi (Gällivare socken, Lappland)
Tervajärvi är en sjö i Gällivare kommun i Lappland och ingår i Kalixälvens huvudavrinningsområde.